# Reyes del Perú

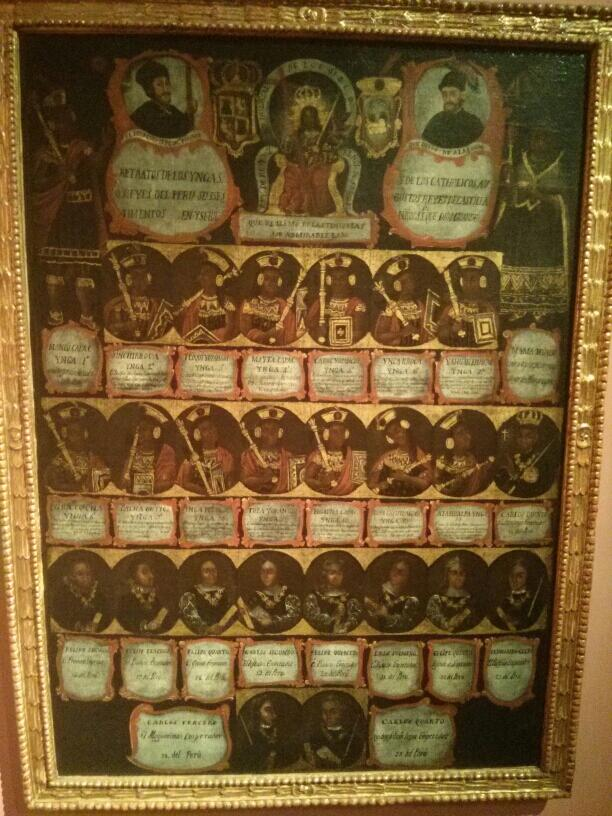
Tablilla virreinal que muestra a Carlos IV de España como descendiente de los emperadores incaicos.

Reyes del Perú, denominado en diversos períodos como Efigies de los incas o Genealogía de los incas, son nombres que se da a unas tablillas de pintura de diferentes tamaños, creadas en diversos momentos de la historia peruana, pero todas toman el discurso de mostrar a una línea de descendientes que son sucesores de la casa real inca.
Las tablillas eran un translatio imperii que cumplían la función de mostrar la legitimidad de la monarquía hispánica como sucesores naturales de la casa real inca en la lista de gobernantes de la administración virreinal peruana posterior al colapso del Tahuantinsuyo. Luego del proceso de independencia el nuevo régimen republicano liderado por criollos también intento legitimar su poder mediante las tablillas, pero censurando o minimizando a la época de dominación española, en favor de figuras libertadoras que tampoco eran originariamente peruanos.

## Antecedentes
Desde posiciones privadas ya existían creaciones de linajes que conectaban a los gobernantes del Imperio incaico con los reyes de España, como ilustraciones del español Martín de Murúa, el descendiente incaico Felipe Guamán Poma de Ayala o los escritos literarios del mestizo Inca Garcilaso de la Vega.

## Historia

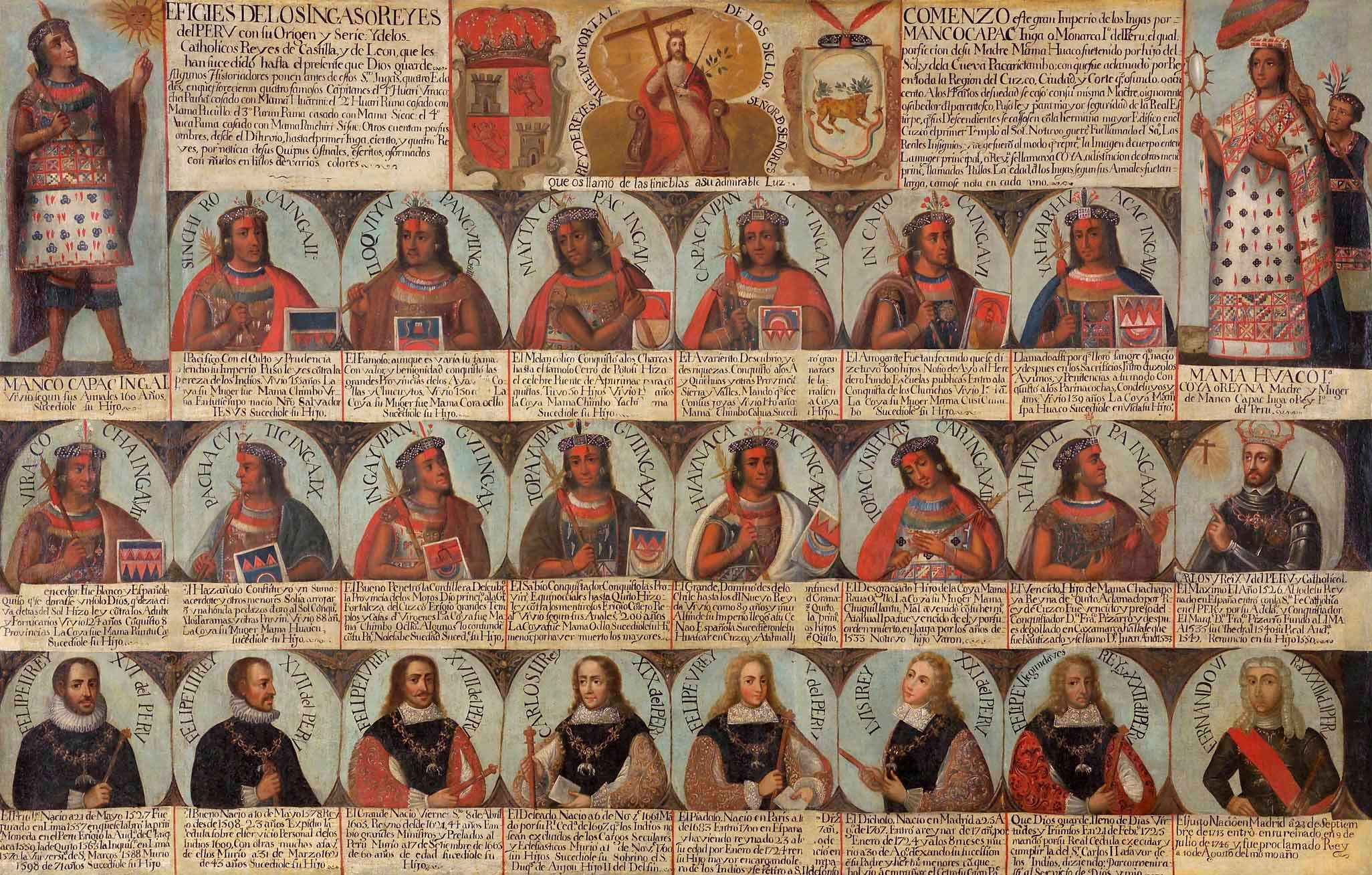
Tablilla virreinal entre 1746 y 1759 en la Iglesia de Nuestra Señora de Copacabana.

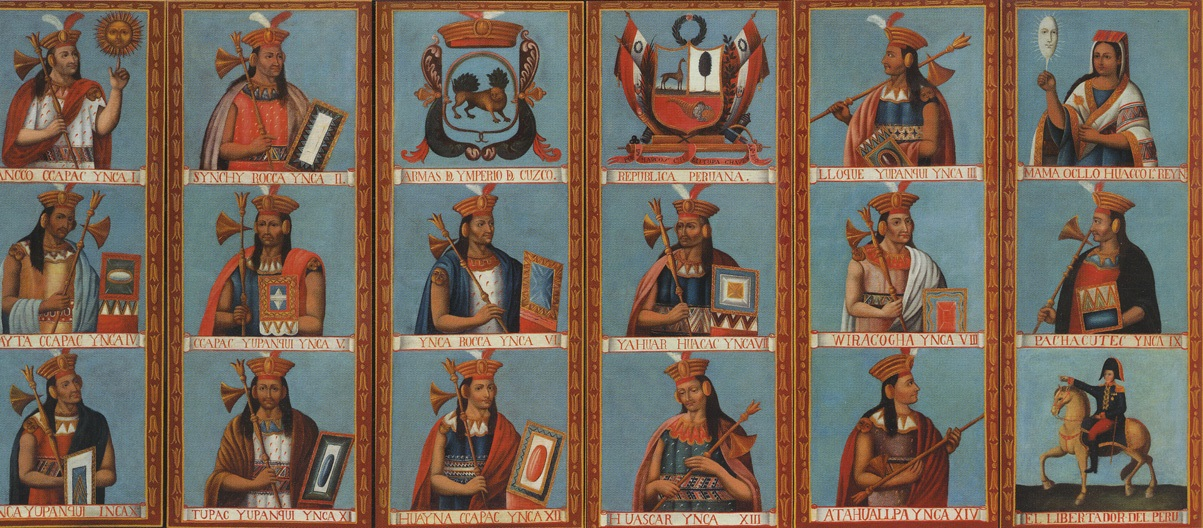
Tablilla republicana de 1837 obra de Marcos Chillitupac Inca en el Museo de Arte de Lima.

Las primeras tablillas aparecieron en el siglo XVIII, específicamente 1571 por orden del gobierno virreinal de Francisco de Toledo que mostraban un linaje simbólico entre los emperadores incaicos con el rey Felipe II de España.  
El objetivo simbólico de las tablillas además de intentar conectar a ambos imperios, también buscaba reivindicar el mestizaje del Virreinato del Perú, las tablillas virreinales también mostraban a los incas personificando la entrega al poder a los gobernantes españoles, el arte colonial incluso dio estética romana a los incas para mostrar el linaje hispano-incaico como algo real y no impuesto.
Luego de la caída del Virreinato, el gobierno de la República Peruana continuó creando tablillas, las obras más conocidas son de Marcos Chillitupa Chávez en 1837, donde en vez de poner a los reyes españoles como sucesores de Atahualpa, se pone a los libertadores sudamericanos de países como las Provincias Unidas del Río de la Plata, Gran Colombia y Chile que lideraron la expulsión española del Perú.

## Legado
El legado artístico de los Reyes del Perú es variado, teniendo mucha influencia medieval romana, como en las artes del Sacro Imperio Romano Germánico donde el monarca intentaban validar su poder como sucesor del Imperio romano, Atahualpa llega a recibir el título de augustísimo inca.
Algunas tablillas se encuentran en la Iglesia de Nuestra Señora de Copacabana, Museo Pedro de Osma, Museo de Arte de Lima, Museo Larco mientras que otras, como una de las tres primeras creadas por el virrey de Francisco de Toledo, están dentro de la Biblioteca Angelica en Roma, República Italiana.

## Listado
| Rey                                                                           | Escudo | Nombre                                       | Sobrenombre                                                                          | Reinado                                           | Dinastía        |
| ----------------------------------------------------------------------------- | ------ | -------------------------------------------- | ------------------------------------------------------------------------------------ | ------------------------------------------------- | --------------- |
|                                                                               |        | Manco Cápac (Junto con su esposa Mama Ocllo) | el Fundador Real                                                                     | ~1200 - ~1230                                     | Hurin Cuzco     |
|                                                                               |        | Sinchi Roca                                  | el Zurdo Memorable                                                                   | ~1230 - ~1260                                     | Hurin Cuzco     |
|                                                                               |        | Lloque Yupanqui                              |                                                                                      | ~1260 - ~1290                                     | Hurin Cuzco     |
|                                                                               |        | Mayta Cápac                                  |                                                                                      | ~1290 - ~1320                                     | Hurin Cuzco     |
|                                                                               |        | Cápac Yupanqui                               |                                                                                      | ~1320 - ~1350                                     | Hurin Cuzco     |
|                                                                               |        | Inca Roca                                    |                                                                                      | ~1350 - ~1380                                     | Hanan Cuzco     |
|                                                                               |        | Yáhuar Huácac                                |                                                                                      | ~1380 - ~1400                                     | Hanan Cuzco     |
|                                                                               |        | Huiracocha Inca                              |                                                                                      | ~1400 - 1438                                      | Hanan Cuzco     |
| Brooklyn Museum - Urco, Ninth Inca, 1 of 14 Portraits of Inca Kings - overall |        | Inca Urco                                    |                                                                                      | 1438                                              | Hanan Cuzco     |
|                                                                               |        | Pachacútec                                   | Inca del cambio del rumbo de la tierra, digno de la estima del Soberano hijo del Sol | 1438 - 1471                                       | Hanan Cuzco     |
|                                                                               |        | Túpac Yupanqui                               |                                                                                      | 1471 - 1493                                       | Hanan Cuzco     |
|                                                                               |        | Huayna Cápac                                 |                                                                                      | 1493 - 1527                                       | Hanan Cuzco     |
|                                                                               |        | Huáscar                                      |                                                                                      | 1527 - 1532                                       | Hanan Cuzco     |
|                                                                               |        | Atahualpa                                    | el Señalado, el Diligente                                                            | 1532 - 1533                                       | Hanan Cuzco     |
|                                                                               |        | Carlos I                                     | el César                                                                             | 15 de noviembre de 1533- 16 de enero de 1556      | Casa de Austria |
|                                                                               |        | Felipe II                                    | el Prudente                                                                          | 16 de enero de 1556 - 13 de septiembre de 1598    | Casa de Austria |
|                                                                               |        | Felipe III                                   | el Piadoso                                                                           | 13 de septiembre de 1598 - 31 de marzo de 1621    | Casa de Austria |
|                                                                               |        | Felipe IV                                    | el Grande, el Rey Planeta                                                            | 31 de marzo de 1621 - 17 de septiembre de 1665    | Casa de Austria |
|                                                                               |        | Carlos II                                    | el Hechizado                                                                         | 17 de septiembre de 1665 - 1 de noviembre de 1700 | Casa de Austria |
|                                                                               |        | Felipe V                                     | el Animoso                                                                           | 16 de noviembre de 1700 - 14 de enero de 1724     | Casa de Borbón  |
|                                                                               |        | Luis I                                       | el Bien Amado, el Liberal                                                            | 14 de enero - 31 de agosto de 1724                | Casa de Borbón  |
|                                                                               |        | Felipe V                                     | el Animoso                                                                           | 6 de septiembre de 1724 - 9 de julio de 1746      | Casa de Borbón  |
|                                                                               |        | Fernando VI                                  | el Prudente, el Justo                                                                | 9 de julio de 1746 - 10 de agosto de 1759         | Casa de Borbón  |
|                                                                               |        | Carlos III                                   | el Político, el Mejor Alcalde de Madrid                                              | 10 de agosto de 1759 - 14 de diciembre de 1788    | Casa de Borbón  |
|                                                                               |        | Carlos IV                                    | el Cazador                                                                           | 14 de diciembre de 1788 - 19 de marzo de 1808     | Casa de Borbón  |
|                                                                               |        | Fernando VII                                 | el Deseado, el Rey Felón                                                             | 19 de marzo de 1808 - 6 de mayo de 1808           | Casa de Borbón  |